# 諾伍德 (马萨诸塞州)
諾伍德（英語：Norwood）是一個位於美國麻薩諸塞州諾福克縣的鎮。

## 人口
根據2020年美國人口普查的數據，諾伍德的面積為27.30平方千米，當中陸地面積為27.10平方千米，而水域面積為0.20平方千米。當地共有人口31611人，而人口密度為每平方千米1,158人。